# 당뇨병성 콩팥병증
당뇨병성 콩팥병증(영어: diabetic nephropathy)은 당뇨병 환자에게 발생하는 만성적인 콩팥 기능의 상실과 관련된 질병이다. 당뇨병성 콩팥질환(영어: diabetic kidney disease), 당뇨병성 신장병증(糖尿病性腎臟病症), 당뇨병성 신장질환(糖尿病性腎臟疾患), 당뇨콩팥병증, 당뇨신장병증, 당뇨신장병, 당뇨병콩팥병증이라고도 한다. 당뇨병성 콩팥병증은 전 세계적으로 만성 콩팥질환(chronic kidney disease, CKD)과 말기 콩팥질환(end-stage renal disease, ESRD)의 주요 원인이다. 단백질이 소변으로 나오는 세 가지 증상(단백뇨증 또는 알부민뇨증), 고혈압으로 인한 혈압 상승, 그리고 그에 따른 콩팥 기능 저하가 만성 콩팥질환(CKD)의 여러 형태에서 공통적으로 나타난다. 사구체 손상으로 인해 소변이 생성되는 과정에서 단백질이 대량으로 손실될 수 있으며, 이로 인해 혈청 알부민 수치가 낮아지고 전신부종이 발생하는 것을 신증후군이라고 한다. 마찬가지로 추정 사구체 여과율(eGFR)은 정상 수치인 90 ml/min/1.73m2에서 점차 15 미만으로 떨어질 수 있으며, 이 시점에서 환자는 말기 콩팥질환을 앓고 있다고 언급된다. 이는 일반적으로 수년에 걸쳐 천천히 진행된다.

## 같이 보기
- 당뇨병
- 제1형 당뇨병
- 제2형 당뇨병
- 당뇨병의 식이요법
- 고압산소요법
- 신장학

## 더 읽을거리
- “Effects of renin-angiotensin system blockers on renal outcomes and all-cause mortality in patients with diabetic nephropathy: an updated meta-analysis”. 《www.crd.york.ac.uk》. 2015년 7월 2일에 확인함.
- Gross JL, de Azevedo MJ, Silveiro SP, Canani LH, Caramori ML, Zelmanovitz T (January 2005). “Diabetic nephropathy: diagnosis, prevention, and treatment”. 《Diabetes Care》 28 (1): 164–76. doi:10.2337/diacare.28.1.164. PMID 15616252.
- Tziomalos K, Athyros VG (2015). “Diabetic Nephropathy: New Risk Factors and Improvements in Diagnosis”. 《The Review of Diabetic Studies》 12 (1–2): 110–8. doi:10.1900/RDS.2015.12.110 (년 이후로 접속 불가 2025-06-03). PMC 5397986. PMID 26676664.
- Kume S, Koya D, Uzu T, Maegawa H (2014). “Role of nutrient-sensing signals in the pathogenesis of diabetic nephropathy”. 《BioMed Research International》 2014: 315494. doi:10.1155/2014/315494. PMC 4122096. PMID 25126552.
- Doshi SM, Friedman AN (August 2017). “Diagnosis and Management of Type 2 Diabetic Kidney Disease”. 《Clinical Journal of the American Society of Nephrology》 12 (8): 1366–1373. doi:10.2215/CJN.11111016. PMC 5544517. PMID 28280116.